# Tulkunsaari (ö i Haapavesi-Siikalatva)
Tulkunsaari är en ö i Finland. Den ligger vid sjön Haapajärvi och i kommunen Haapavesi i den ekonomiska regionen  Haapavesi-Siikalatva ekonomiska region  och landskapet Norra Österbotten, i den centrala delen av landet, 400 km norr om huvudstaden Helsingfors.